# 俺たちチアリーダー!
俺たちチアリーダー!（Fired Up!）は2009年製作上映されたアメリカ映画。日本では劇場未公開で、DVDスルー。

## ストーリー
ハイスクールに通うショーンとニックはアメフトチームのスター選手である。スター選手であるから常に女の子に不自由はしていない。夏合宿が近づいてきた時、コーチに暑い所で地獄の練習があるなどと聞き、サボりたいと感じてくる。そこでパーティに参加している時、チアリーダーの合宿があると知る。元々女好きのショーンとニックは参加したいと考え、コーチの罵倒もかいくぐって念願の参加を果たす。
順調に女の子に囲まれ楽しい時を過ごす、ショーンとニックであったが、ショーンがリーダーのカーリーに本気で恋をしてしまう。カーリーの彼氏ともややこしいことになったり、合宿が３週間でありながら２週間で帰ることがばれ、チームから信頼を無くしたりしながらカーリーの熱い気持ちが通じて最後に成就する。
一方でニックは監督の奥さんを、なんとか落としたいという気持ちを持ちながら、たくさんの女の子とワンナイトラブを過ごしていく。ショーンがカーリーに本気で恋をしたと聞いた時も、「俺たちの目標ではないだろう」と否定的になる。しかし親友であるが故にショーンに協力し、最終的にニックも奥さんと結ばれる瞬間までいくのである。奥さんの旦那が邪魔をし、ショーンが裸で踊らされ、最後の結末になる。
その他にもホモネタ、下ネタが多く笑える内容になっている。

## キャスト
※括弧内は日本語吹替。
- ニコラス・ダゴスト : ショーン・コルファックス（野島健児）
- エリック・クリスチャン・オルセン : ニック・ブレイディ（勝杏里）
- サラ・ローマー : カーリー（安藤瞳）
- モリー・シムズ（英語版） : ディオラ
- ダニール・ハリス : ビアンカ（幸田夏穂）
- デイヴィッド・ウォルトン (俳優)（英語版） : ドクター・リック（桐本拓哉）
- アディール・カリアン : ブリュースター
- アナリン・マッコード : グウィニス
- ジュリエット・ゴリア : ポピー（小島幸子）
- アンバー・スティーヴンス:サラ（長谷川瑜ら）
- フィリップ・ベイカー・ホール : コーチ・バーンズ（山口りゅう）
- ジョン・マイケル・ヒギンズ : コーチ・キース（山野井仁）
- ヘイリー・マリー・ノーマン : アンジェラ
- アラン・リッチソン : ブルース
- ニコール・トゥビオラ : マーシー
- マイケル・ブレイクロック : ムーキー
- ヘザー・モリス : フィオナ
- マシ・オカ : イーグル